# Franklin J. Schaffner
Franklin J. Schaffner pe numele complet Franklin James Schaffner (n. 30 mai 1921, Tokyo⁠(d), Tōkyō, Japonia – d. 2 iulie 1989, Santa Monica, California, SUA), a fost un regizor american.
A început cariera de regizor de film la televiziune prin anii 1950.
Schaffner a fost distins cu mai multe premii cinematografice printre care se numără premiul Emmy acordat în anul 1960, sau premiul Oscar în anul 1971.

## Filmografie
| Anul | Filmul                 | Premii Oscar câștigate | Nominalizări la Oscar | Note |
| ---- | ---------------------- | ---------------------- | --------------------- | --- |
| 1963 | The Stripper           |                        | 1                     | film debut                                                                                              |
| 1964 | The Best Man           |                        | 1                     | ecranizarea unei piese de teatru de Gore Vidal                                                          |
| 1965 | The War Lord           |                        |                       | |
| 1967 | The Double Man         |                        |                       | |
| 1968 | Planeta maimuțelor     | 1                      | 2                     | filmul a câștigat Honorary Academy Award                                                                |
| 1970 | Patton                 | 7                      | 10                    | filmul a câștigat Academy Award for Best Director și Directors Guild of America Award for Best Director |
| 1971 | Nicholas and Alexandra | 2                      | 6                     | |
| 1973 | Papillon               |                        | 1                     | |
| 1976 | Islands in the Stream  |                        | 1                     | |
| 1978 | The Boys from Brazil   |                        | 3                     | film cu Laurence Olivier - ultimul rol al acestuia nominalizat la Oscar                                 |
| 1980 | Sfinx                  |                        |                       | |
| 1982 | Yes, Giorgio           |                        | 1                     | |
| 1987 | Lionheart              |                        |                       | |
| 1989 | Welcome Home           |                        |                       | ultimul său film artistic                                                                               |